# Wałowice (gmina w województwie łódzkim)
Wałowice (od 1953 Niwna) – dawna gmina wiejska istniejąca do 1953 roku w woj. warszawskim, a następnie w woj. łódzkim. Nazwa gminy pochodzi od wsi Wałowice, lecz siedzibą władz gminy była Niwna.
W okresie międzywojennym gmina Wałowice należała do powiatu rawskiego w woj. warszawskim. 1 kwietnia 1939 roku gminę wraz z całym powiatem rawskim przeniesiono do woj. łódzkiego.
Po wojnie gmina zachowała przynależność administracyjną. Według stanu z 1 lipca 1952 roku gmina Wałowice składała się z 26 gromad. 21 września 1953 roku jednostka o nazwie gmina Wałowice została zniesiona przez przemianowanie na gminę Niwna.